# Gobierno Regional del Kurdistán
El Gobierno Regional del Kurdistán (KRG por sus siglas en inglés o GRK), en kurdo: حکوومەتی هەرێمی کوردستان, Hikûmetî Herêmî Kurdistan, es el organismo de gobierno oficial del Kurdistán iraquí, la región autónoma predominantemente kurda en el norte de Irak conocida también como Kurdistán del Sur o simplemente Kurdistán. El KRG se constituye en el Parlamento del Kurdistán Iraquí (IKP), un parlamento unicameral con 111 escaños.
El gabinete es elegido por el partido mayoritario, que también selecciona al primer ministro de la región. El presidente del Kurdistán es elegido directamente por el electorado de la región y es el Jefe del Estado, además de jefe del gabinete. El primer ministro es tradicionalmente el jefe del cuerpo legislativo, pero también comparte poderes ejecutivos con el presidente.  El presidente del Kurdistán es también el comandante en jefe de las Fuerzas Armadas Peshmerga. El Parlamento crea y promulga leyes por mayoría de votos, y el presidente tiene el poder de vetar cualquier proyecto de ley.

## Proceso de elecciones
Desde 1992, los órganos de gobierno se han establecido principalmente en Erbil (en kurdo: Hewlêr), declarada oficialmente capital de la región. El Parlamento del Kurdistán Iraquí es elegido mediante votación popular. Cada votante puede elegir a un solo partido de la lista. El gabinete es elegido por el partido o partidos con mayoría de votos. El partido o coalición de la mayoría nombra y negocia los términos del primer ministro de la región. El presidente del Kurdistán es elegido directamente por sus ciudadanos.
Actualmente, el gabinete está compuesto por los dos mayores partidos de gobierno, el KDP y la PUK, así como sus aliados respectivos.

## Gabinete actual
| Cargo | Cargo                                                     | Nombre                                 | Partido                           |
| --- | --------------------------------------------------------- | -------------------------------------- | --------------------------------- |
| | Presidente                                                | Masud Barzani                          | Partido Demócrata del Kurdistán   |
| | Vicepresidente                                            | Kosrat Rasul Ali                       | Unión Patriótica del Kurdistán    |
| | Primer ministro                                           | Nechervan Idris Barzani                | Partido Demócrata del Kurdistán   |
| | Vice primer ministro                                      | Imad Ahmad Seifur                      | Unión Patriótica del Kurdistán    |
| | Ministro del Interior                                     | Abdul Karim Sultan Sinjari             | Partido Demócrata del Kurdistán   |
| | Ministro de Finanzas y Economía                           | Bayiz Talabani                         | Unión Patriótica del Kurdistán    |
| | Ministro de Justicia                                      | Sherwan Haidary                        |                                   |
| | Ministro de Asuntos de los Peshmerga                      | Yafar Mustafa Ali                      | Unión Patriótica del Kurdistán    |
| | Ministro de Transporte y Comunicaciones                   | Jonson Siyaoosh                        |                                   |
| | Ministro de Educación                                     | Asmat Muhamad Khalid                   |                                   |
| | Ministro de Sanidad                                       | Rekawt Hama Rasheed                    |                                   |
| | Ministro de Trabajo y Asuntos Sociales                    | Asos Najib Abdullah                    | Unión Patriótica del Kurdistán    |
| | Ministro de Dotaciones y Asuntos Religiosos               | Kamil Ali Aziz                         | Movimiento Islámico del Kurdistán |
| | Ministro de Agricultura y Recursos Hidráulicos            | Serwan Baban                           |                                   |
| | Ministro de Vivienda y Reconstrucción                     | Kamaran Ahmed Abdullah                 |                                   |
| | Ministro de Planificación                                 | Ali Osman Haji Badri Sindi             |                                   |
| | Ministro de Educación Superior e Investigación Científica | Ali Saeed                              |                                   |
| | Ministro de Mártires y Asuntos de Anfal                   | Majid Hamad Amin Jamil                 | Unión Patriótica del Kurdistán    |
| | Ministro de Cultura y Juventud                            | Kawa Mahmoud Shakir                    | Partido Comunista del Kurdistán   |
| | Ministro de Electricidad                                  | Yasin Sheikh Abu Bakir Muhammad Mawati |                                   |
| | Ministro de Recursos Naturales                            | Ashti Hawrami                          |                                   |
| | Ministro de Municipios y Turismo                          | Dilshad Shahab                         |                                   |
| | Ministro de Comercio e Industria                          | Sinan Abdulkhalq Ahmed Chalabi         |                                   |
| Fuente: Sitio web oficial del Gobierno Regional del Kurdistán (enlace roto disponible en Internet Archive; véase el historial, la primera versión y la última). |                                                           |                                        |                                   |